# Rosabröstad hök
Rosabröstad hök (Tachyspiza rhodogaster) är en fågel i familjen hökar inom ordningen hökfåglar.

## Utseende och läte
Rosabröstad hök är en liten hökfågel med gula ögon, limegrön näbbrot och gula ben. Den vuxna fågeln är skiffergrå ovan, med vinrött bröst och smutsvitt på buk och "lår". Ungfågeln är rostfärgad ovan med karakteristiska svartaktiga fläckar och band samt kraftigt streckad ljus undersida.
Arten är mycket svår att skilja från småhöken, men den största honan vinbröstad hök har längre kropp, kraftigare näbb samt längre tår och stjärt än den största småhöken. Ljusa ögon skiljer den från fläckstjärtad hök samt från adulta tajgahök och kinesisk hök, medan avsaknad av vitt vidare skiljer den från fläckstjärtad hök och inga tvärband på "låren" skiljer den från adult tajgahök. Kinesisk hök saknar den kraftigt tecknade vingundersidan hos rosabröstad hök.
Lätet beskrivs i engelsk litteratur som "kew-kew-ke-ke-ke-ke", mörkare än hos småhök.

## Utbredning och systematik
Rosabröstad hök delas in i tre underarter med följande utbredning:
- Accipiter rhodogaster rhodogaster – förekommer på Sulawesi
- Accipiter rhodogaster butonensis – förekommer på öarna Muna och Butung
- Accipiter rhodogaster sulaensis – förekommer i Banggaiöarna och Sulaöarna

Vissa inkluderar butonensis i nominatformen.

## Levnadssätt
Rosabröstad hök hittas huvudsakligen i skogsområden, från kusten upp in i bergstrakter, men även i mangroveträsk och öppna skogsmarker. Arten kretsflyger ej.

### Släktestillhörighet
Arten placerades tidigare i släktet Accipiter. Genetiska studier visar dock att släktet så som det traditionellt är konstituerat är parafyletiskt, där kärrhökarna i Circus är inbäddade, men också släktena Erythrotriorchis och Megatriorchis. För att kärrhökarna ska kunna behållas i ett eget släkte delas därför Accipiter delas upp i flera mindre släkten, däriblamd Tachyspiza.

## Status och hot
Trots att världspopulationen uppskattas till endast mellan 1 000 och 10 000 par och att den dessutom minskar på grund av habitatförstörelse anses den inte hotad av internationella naturvårdsunionen IUCN. Utbredningsområdet är inte tillräckligt litet eller minskningen i antal inte tillräckligt kraftig.